# Élection présidentielle vénézuélienne de 2006
L’élection présidentielle au Venezuela de 2006 avait pour but de désigner un président pour le Venezuela pour un mandat de six ans, commençant le 2 février 2007 et qui s'achèvera le 2 février 2013.
L'élection a eu lieu le 3 décembre 2006 et a désigné Hugo Chávez avec près de 63 % des voix. Le taux d'abstention était de 25,31 %.

## Système électoral
Le Venezuela est une démocratie multipartite. Le président de la République est élu au suffrage universel avec un mandat de six ans, renouvelable une fois ; l'élection s'effectue au scrutin uninominal majoritaire à un tour.

## Résultats
| Abstentions              | Abstentions              | Abstentions                    |            | 25,31 %     |  |  |
| Votants                  | Votants                  | Votants                        | 11 790 397 |             |  |  |
|                          |                          |                                |            |             |  |  |
| Bulletins enregistrés    | Bulletins enregistrés    | Bulletins enregistrés          | 11 790 397 |             |  |  |
| Bulletins blancs ou nuls | Bulletins blancs ou nuls | Bulletins blancs ou nuls       | 160 245    | 1,36 %      |  |  |
| Suffrages exprimés       | Suffrages exprimés       | Suffrages exprimés             | 11 630 152 | 98,64 %     |  |  |
|                          |                          |                                |            |             |  |  |
|                          | Candidat                 | Parti                          | Suffrages  | Pourcentage |  |  |
|                          | Hugo Chávez              | Mouvement cinquième république | 7 309 080  | 62,85 %     |  |  |
|                          | Manuel Rosales           | Un Nuevo Tiempo                | 4 292 466  | 36,91 %     |  |  |
|                          | Autres candidats         | -                              | 28 606     | 0,25 %      |  |  |

Certaines personnes ont abandonné leur candidature. Parmi les quatorze personnes restantes, quatre étaient des femmes. Voici la liste des candidats :
- Hugo Chávez, président actuel

- Manuel Rosales, ex-gouverneur de Zulia.

- Eudes Vera

- José Tineo, parti Venezuela Tercer Milenio (VTM).

- Carmelo Romano Pérez, Movimiento Liberal Pueblo Unido (MLPU).

- Ángel Irigoyen, Rompamos Cadenas (RC).

- Venezuela Da Silva, Nuevo Orden Social (NOS).

- Homer Rodríguez, 'Por Querer a Venezuela (PQV).

- Isbelia León, movimiento Institución Fuerza y Paz (IFP).

- Pedro Francisco Aranguren, Movimiento Conciencia de País (MCP).

- Luis Alfonso Reyes Castillo, Organización Juventud Organizada de Venezuela (Joven).

- Judith Salazar, Hijos de la Patria (HP).

- Alejandro José Suárez Luzardo, Movimiento Sentir Nacional (MSN).

- Carolina Contreras